# 9. арондисман Париза
9. арондисман Париза париски је арондисман који се налази на десној обали реке Сене. Други назив за 9. ароднисман је Опера али се тај назив ретко користи.

## Географија
9. арондисман се налази на десној обали Сене. Граничи са 8. арондисманом на западу, на северу са 18. арондисманом, на истоку са 10. и на југу са  1. арондисманом.
Арондисман је подељен на два дела. Један је раван и покрива већи део округа кварта Шосе д Антан (фр. Chaussée-d'Antin), док други припада Монмартру, највише тачке у северном делуПариза.

## Административне поделе
Сваки арондисман у Паризу је подељен на четири кварта, који су везано за поделу на арондисмане, нумерисани бројевима од 1 до 80. Арондисман се дели на четири градске четврти:
- Quartier Saint-Georges (33)
- Quartier de la Chaussée-d'Antin (34)
- Quartier du Faubourg-Montmartre (35)
- Quartier de Rochechouart (36)

## Демографски подаци
| Година | Број становника |
| ------ | --------------- |
| 1866.  | 106.221         |
| 1872.  | 103.767         |
| 1968.  | 84.969          |
| 1975.  | 70.270          |
| 1999.  | 55.838          |
| 2006.  | 58.497          |
| 2017.  | 60.071          |